# Anastasija Gendrikova
Anastasija Vasil'evna Gendrikova (in russo Анастасия Васильевна Гендрикова?; San Pietroburgo, 23 giugno 1887 – Perm', 4 settembre 1918) è stata una nobildonna russa.
Dama di compagnia della zarina Alessandra, assieme all'insegnante di russo dell'imperatrice, Catharina Schneider, venne assassinata dai bolscevichi a Perm' nell'autunno del 1918. La Schneider e la Hendrikova vennero canonizzate come martiri dalla chiesa ortodossa al di fuori della Russia nel 1981, ma tale atto non venne riconosciuto dalla chiesa ortodossa russa.

## Biografia

### I primi anni
Nata nella famiglia del conte Vasilij Aleksandrovič Gendrikov e della principessa Sof'ja Petrovna Gagarina, Anastasija nacque nel 1887. Soprannominata "Nastenka", era discendente della sorella di Caterina I di Russia, seconda moglie di Pietro il Grande.
Anastasija venne nominata nel 1910 al ruolo di damigella d'onore dell'imperatrice Aleksandra Fëdorovna e svolse anche il ruolo di "governante non ufficiale" delle quattro granduchesse.

### L'esilio e la prigionia

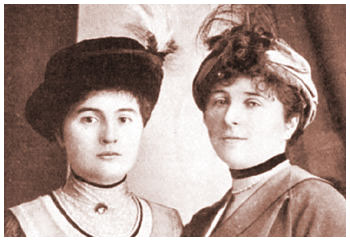
La contessa Anastasija Gendrikova (a sinistra) e la sua amica, la baronessa Sophie von Buxhoeveden (a destra).

La Gendrikova era devota alla famiglia Romanov e scelse di seguire lo zar col suo entourage in esilio dopo la rivoluzione russa del 1917, portandosi con loro dapprima a Tobol'sk e poi a Ekaterinburg, suscitando non poche preoccupazioni all'interno della sua famiglia.
Sua sorella, Inočka, era malata di tubercolosi. "Le due sorelle erano l'una tutto per l'altra", scriveva la baronessa Sophie von Buxhoeveden, ricordando anche gli "occhi scuri" della Gendrikova quando seppe delle condizioni di salute di sua sorella. "E fu proprio sul letto di morte di Nastenka che seppe dello scoppio della rivoluzione e decise di tornare a Carskoe Selo perché l'imperatrice era in pericolo."
La baronessa Buxhoeveden riporta di come la Gendrikova fosse cosciente del pericolo che avrebbe corso: "aveva il pensiero fisso di stare avvicinandosi alla morte e non la temeva". La baronessa nelle sue memorie riporta: "Era molto carina e sembrava più giovane dei ventotto anni che aveva realmente, ma quando iniziò con questi pensieri si distaccò sempre più dalle cose materiali."
Anastasija dovette separarsi dalla famiglia imperiale a Ekaterinburg e venne imprigionata a Perm' per alcuni mesi.

### Resoconto della morte
Il 4 settembre 1918, Anastasija Gendrikova e Catharina Schneider, insegnante di russo della zarina, vennero prese dalla loro cella nella prigione di Perm' e portate nell'ufficio del carcere con Aleksej Volkov, un valletto sessantottenne dell'entourage dello zar. Il gruppo venne raggiunto da altri otto prigionieri, inclusi i servitori del granduca Michail Aleksandrovič. Il gruppo venne scortato da ventidue guardie di nazionalità non russa.
Volkov, che poi riuscì a fuggire, disse che quando egli personalmente chiese ad una guardia dove sarebbero stati condotti, gli venne detto che sarebbero stati portati "in una casa d'arresto". Anastasija, che pure fece la stessa domanda a una guardia, si sentì dire che sarebbero stati portati "alla prigione centrale". "E di dove?" chiese la Gendrikova e la guardia le rispose "Beh, a Mosca!". Di fronte a quella risposta, quasi a presagire il tutto, Anastasija si fece il segno della croce.
Quando il gruppo fu pronto per la partenza, venne invece fatto marciare per qualche momento ancora e poi i prigionieri vennero allineati in due file, con gli uomini davanti e le donne dietro. Volkov riuscì a fuggire durante i preparativi per la fucilazione. Sentì una pallottola sibilargli vicino all'orecchio, ma dietro di lui sentì più chiaramente i colpi di fucile sugli altri prigionieri del gruppo: tra loro Anastasija Gendrikova venne uccisa.
I corpi della Gendrikova e della Schneider vennero recuperati dall'Armata Bianca nel maggio del 1919, e sepolti nel cimitero di Egošicha. Ad ogni modo le tombe vennero distrutte quando i bolscevichi ripresero il controllo della città.